# Grupna nogometna liga NSP Koprivnica 1968./69.
Grupna liga Nogometnog saveza područja Koprivnica, odnosno Grupno prvenstvo NSP Koprivnica, Grupna liga Koprivnica, Podsavezna liga Koprivnica je bila liga petog stupnja nogometnog prvenstva Jugoslavije u sezoni 1968./69. 
 
Igrana je u dvije skupine s ukupno 14 klubova, čiji su prvaci bili "Bratstvo" iz Kunovca (A skupina, 8 klubova) i "Podravac" iz Virja (B skupina, 6 klubova). 

## A skupina

### Ljestvica
| mj. | klub                     | ut.      | pob.     | ner.     | por.     | gol+     | gol-     | bod      |
| --- | ------------------------ | -------- | -------- | -------- | -------- | -------- | -------- | -------- |
| 1.  | Bratstvo Kunovec         | 13       | 12       | 0        | 1        | 57       | 14       | 24       |
| 2.  | Udarnik Zablatje         | 13       | 10       | 1        | 1        | 52       | 12       | 21       |
| 3.  | Sloga Koprivnički Ivanec | 13       | 8        | 2        | 3        | 36       | 29       | 18       |
| 4.  | Borac Imbriovec          | 13       | 6        | 2        | 5        | 29       | 35       | 14       |
| 5.  | Mladost Kutnjak          | 13       | 4        | 0        | 9        | 14       | 25       | 8        |
| 6.  | Jedinstvo Rasinja        | 13       | 3        | 1        | 9        | 12       | 39       | 7        |
| 7.  | Mladost Mali Otok        | 13       | 3        | 0        | 10       | 14       | 30       | 6        |
|     | Rudar Botinovec          | odustali | odustali | odustali | odustali | odustali | odustali | odustali |

### Rezultatska križaljka
| kratica | klub                     | BOR | BRA | JED | MLAK | MLAMO | SLO | UDA | RUD |
| --- | ------------------------ | --- | --- | --- | ---- | ----- | --- | --- | --- |
| BOR | Borac Imbriovec          |     |     |     |      |       |     |     |     |
| BRA | Bratstvo Kunovec         |     |     |     |      |       |     |     |     |
| JED | Jedinstvo Rasinja        |     |     |     |      |       |     |     |     |
| MLAK | Mladost Kutnjak          |     |     |     |      |       |     |     |     |
| MLAMO | Mladost Mali Otok        |     |     |     |      |       |     |     |     |
| SLO | Sloga Koprivnički Ivanec |     |     |     |      |       |     |     |     |
| UDA | Udarnik Zablatje         |     |     |     |      |       |     |     |     |
| RUD | Rudar Botinovec          |     |     |     |      |       |     |     |     |
| |                          |     |     |     |      |       |     |     |     |
| podebljan rezultat - utakmice od 1. do 7. kola (1. utakmica između klubova) rezultat normalne debljine - utakmice od 8. do 14. kola (2. utakmica između klubova) rezultat nakošen - nije vidljiv redoslijed odigravanja međusobnih utakmica iz dostupnih izvora rezultat smanjen * - iz dostupnih izvora nije uočljiv domaćin susreta prekrižen rezultat - poništena ili brisana utakmica p - utakmica prekinuta 3:0 p.f. / 0:3 p.f. - rezultat 3:0 bez borbe n.i. - nije igrano |                          |     |     |     |      |       |     |     |     |

 Izvori:

## B skupina

### Ljestvica
| mj. | klub                      | ut. | pob. | ner. | por. | gol+ | gol- | bod |
| --- | ------------------------- | --- | ---- | ---- | ---- | ---- | ---- | --- |
| 1.  | Podravac Virje            | 10  | 9    | 0    | 1    | 49   | 12   | 18  |
| 2.  | Željezničar Budančevica   | 10  | 6    | 0    | 4    | 33   | 14   | 12  |
| 3.  | Mladost Koprivnički Bregi | 10  | 4    | 1    | 5    | 19   | 25   | 9   |
| 4.  | Mladost Molve             | 10  | 4    | 0    | 6    | 24   | 41   | 8   |
| 5.  | Omladinac Kalinovac       | 10  | 4    | 0    | 6    | 22   | 37   | 8   |
| 6.  | Mladost Sigetec           | 10  | 2    | 1    | 7    | 18   | 37   | 5   |

### Rezultatska križaljka
| kratica | klub                      | MLAKB | MALM | MALS | OML | POD | ŽELJ |
| --- | ------------------------- | ----- | ---- | ---- | --- | --- | ---- |
| MLAKB | Mladost Koprivnički Bregi |       |      |      |     |     |      |
| MLAM | Mladost Molve             |       |      |      |     |     |      |
| MLAS | Mladost Sigetec           |       |      |      |     |     |      |
| OML | Omladinac Kalinovac       |       |      |      |     |     |      |
| POD | Podravac Virje            |       |      |      |     |     |      |
| ŽELJ | Željezničar Budančevica   |       |      |      |     |     |      |
| |                           |       |      |      |     |     |      |
| podebljan rezultat - utakmice od 1. do 5. kola (1. utakmica između klubova) rezultat normalne debljine - utakmice od 6. do 10. kola (2. utakmica između klubova) rezultat nakošen - nije vidljiv redoslijed odigravanja međusobnih utakmica iz dostupnih izvora rezultat smanjen * - iz dostupnih izvora nije uočljiv domaćin susreta prekrižen rezultat - poništena ili brisana utakmica p - utakmica prekinuta 3:0 p.f. / 0:3 p.f. - rezultat 3:0 bez borbe n.i. - nije igrano |                           |       |      |      |     |     |      |

 Izvori:

## Unutarnje poveznice
- Područna liga Koprivnica 1968./69.